# Piotr Klewenhagen
Piotr Klewenhagen (ur. 15 kwietnia 1969) – polski płotkarz, specjalizujący się w biegu na 110 m ppł, reprezentant kraju, rekordzista Polski juniorów.

## Kariera sportowa
Był zawodnikiem Bałtyku Gdynia. Największe sukcesy odnosił w kategoriach młodzieżowych. W 1987 został halowym wicemistrzem Polski juniorów, a na otwartym stadionie wywalczył brązowy medal, w 1988 wywalczył wicemistrzostwo Polski juniorów na otwartym stadionie, w 1989 zdobył złoty medal młodzieżowych mistrzostw Polski. Był także rekordzistą Polski juniorów, z wynikiem 13,94 (8.09.1988).
Reprezentował Polskę na mistrzostwach Europy juniorów w 1987 (odpadł w eliminacjach, z wynikiem 14,69, mistrzostwach świata juniorów w 1988 (odpadł w półfinale, z wynikiem 14,17w) oraz zawodach Finału B Pucharu Europy w 1991 (zajął 6. miejsce, z wynikiem 14,49).
Na mistrzostwach Polski seniorów na otwartym stadionie trzykrotnie był czwarty w biegu na 110 m ppł (1989, 1990, 1991), raz czwarty w sztafecie 4 x 100 m (1987). Na halowych mistrzostwach Polski seniorów dwukrotnie zajmował czwarte miejsce w biegu na 60 m ppł (1989, 1992).
Jest absolwentem studiów z zakresu handlu zagranicznego na Uniwersytecie Gdańskim
Rekord życiowy w biegu na 110 m ppł: 13,81 (10.06.1990), w biegu na 60 m ppł w hali: 7,70 (1.02.1992).